# Bośnia i Hercegowina na Letnich Igrzyskach Paraolimpijskich 2000
Bośnię i Hercegowinę na Letnich Igrzyskach Paraolimpijskich 2000 w Sydney reprezentowało 13 sportowców, wyłącznie mężczyzn. Był to drugi występ reprezentacji tego kraju na letnich igrzyskach paraolimpijskich – poprzedni miał miejsce cztery lata wcześniej. 
Bośniacy zostali wicemistrzami olimpijskimi w siatkówce na siedząco, co dało reprezentacji tego kraju 60. miejsce w tabeli medalowej.

## Zdobyte medale
| Medal  | Zawodnik | Dyscyplina            | Konkurencja      |
| ------ | --- | --------------------- | ---------------- |
| Srebro | Nevzet Alić Fikret Čaušević Abid Čišija Sabahudin Delalić Ismet Godinjak Dževad Hamzić Edin Ibraković Zikret Mahmić Adnan Manko Asim Medić Ševko Nuhanović Nedžad Salkić | Siatkówka na siedząco | turniej mężczyzn |

## Wyniki

### Lekkoatletyka
| Zawodnik          | Konkurencja            | Eliminacje | Eliminacje | Finał    | Finał   | Źródło |
| Zawodnik          | Konkurencja            | Rezultat   | Miejsce    | Rezultat | Miejsce | Źródło |
| ----------------- | ---------------------- | ---------- | ---------- | -------- | ------- | ------ |
| Almedin Osmanović | bieg na 100 metrów T44 | 13,27      | 4          | NQ       | NQ      | [ 3 ]  |
| Almedin Osmanović | bieg na 200 metrów T44 | 26,87      | 6          | NQ       | NQ      | [ 4 ]  |

### Siatkówka na siedząco
- Reprezentacja mężczyzn

| - Nevzet Alić - Fikret Čaušević - Abid Čišija - Sabahudin Delalić - Ismet Godinjak - Dževad Hamzić |  | - Edin Ibraković - Zikret Mahmić - Adnan Manko - Asim Medić - Ševko Nuhanović - Nedžad Salkić |

| Drużyna              | Konkurencja | Faza grupowa     | Faza grupowa     | Faza grupowa     | Faza grupowa         | Faza grupowa     | Faza grupowa | Ćwierćfinały     | Półfinały        | Finał            | Pozycja | Źródło |
| Drużyna              | Konkurencja | Przeciwnik Wynik | Przeciwnik Wynik | Przeciwnik Wynik | Przeciwnik Wynik     | Przeciwnik Wynik | Pozycja      | Przeciwnik Wynik | Przeciwnik Wynik | Przeciwnik Wynik | Pozycja | Źródło |
| -------------------- | ----------- | ---------------- | ---------------- | ---------------- | -------------------- | ---------------- | ------------ | ---------------- | ---------------- | ---------------- | ------- | ------ |
| Bośnia i Hercegowina | mężczyźni   | Egipt 0:3        | Finlandia 3:1    | Libia 0:3        | Korea Południowa 3:0 | Australia 3:0    | 3            | Niemcy 3:1       | Egipt 3:0        | Iran 0:3         |         | [ 5 ]  |